# Vincenzo Tiberio
Vincenzo Tiberio (Sepino, 1869. május 1. – Nápoly, 1915. január 7.) olasz kutató és orvos volt a Nápolyi Egyetemen.

## Kutatómunkája
A Nápolyi Orvostudományi Karon végzett orvosi tanulmányai során észrevette, hogy amikor az ivóvizet szolgáltató kút falait letisztították, a kút vizét ivó emberek bélrendszeri rendellenességekre panaszkodtak. További kutatások után 1895-ben publikált egy tanulmányt néhány penészkivonat antibakteriális hatásáról, így a penész/antibiotikum kapcsolattal kapcsolatos munkája előrevetítette, hogy Alexander Fleming harmincöt évvel később felfedezi a penicillint (lásd: Penicillin - Felfedezése) Annak idején munkáját nem vették figyelembe (ugyanis úgy vélték, hogy véletlen egybeesés az egész), és nem tanulmányozták a munkásságát.